# Amman

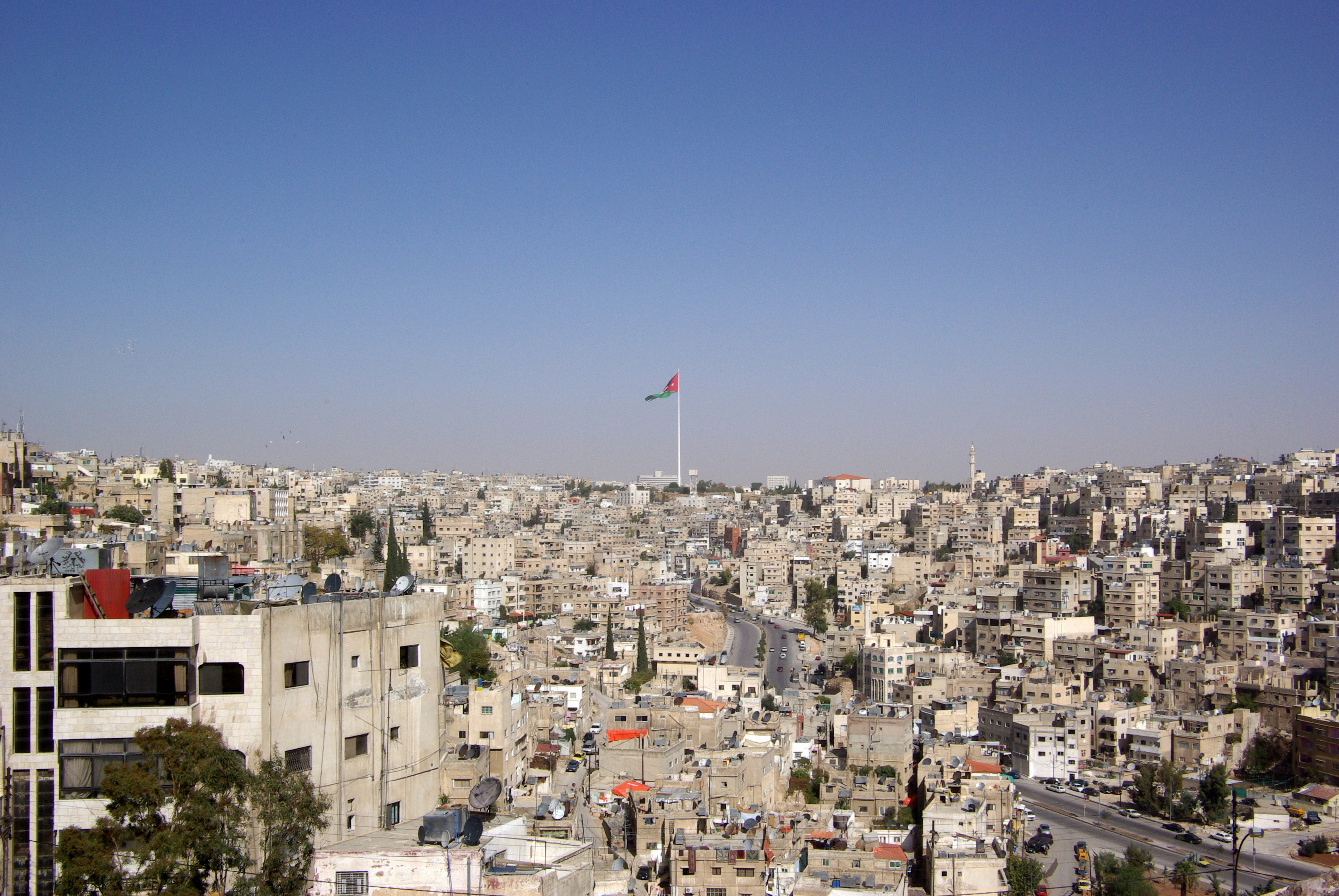
Widok na zabudowę miasta

Amman (arab. ‏عمان‎, hist. Rabbat Ammon, Rabba, Filadelfia) – stolica Jordanii, położona na płaskowyżu w północnej części kraju na wysokości około 850 m n.p.m., na wschód od Rowu Jordanu. Ośrodek administracyjny muhafazy Amman. Ludność: 2 367 000 mieszkańców (2010), w tym duża liczba uchodźców palestyńskich.

## Historia
Amman to starożytna osada, wymieniana już w Starym Testamencie pod nazwą Rabbat Ammon (Rabba). Była stolicą Ammonitów. Za czasów króla Dawida była oblegana przez jego wodza, Joaba, syna Serui. Ostatecznie została zdobyta przez Dawida, który przy okazji przybrał tytuł „króla Ammonitów”. W III wieku p.n.e. podbita przez władcę Egiptu, Ptolemeusza II Filadelfosa i przemianowana na Filadelfię. Pod tą nazwą była znana w czasach rzymskich i bizantyńskich. Później osiedlili się tu Nabatejczycy i Ghassanidzi, którzy nadali miastu nazwę Amman. W 635 r. miasto zostało zajęte przez Arabów, przeżyło swą świetność i w VIII wieku zaczął się jego upadek po przeniesieniu stolicy kalifatu z Damaszku do Bagdadu.
Od XVI wieku należało do Turcji, następnie zostało całkowicie opuszczone. Miejscowość została odbudowana przez osadników czerkieskich w 1878. Dynamiczny rozwój Ammanu nastąpił po otwarciu w mieście stacji kolejowej na linii z Damaszku do Medyny w 1903. Odtąd miasto zaczęło przyciągać kupców i przewyższyło znaczeniem stolicę prowincji, As-Salt. Jeszcze w 1919 w Ammanie liczebnie dominowali Czerkiesi. W 1921 Amman został stolicą Emiratu Transjordanii, zaś w 1946 roku stolicą niepodległej Jordanii. W tym momencie miasto liczyło ok. 30–40 tys. mieszkańców.
Po I wojnie izraelsko-arabskiej liczba mieszkańców Jordanii, za sprawą napływu palestyńskich uchodźców i włączenia Zachodniego Brzegu, wzrosła z 400 tys. do 1,1 mln, z czego 2/3 było Palestyńczykami. Spowodowało to błyskawiczny rozwój jordańskich miast oraz powstanie przy nich wielotysięcznych obozów uchodźców. W 1952 Amman liczył 190 tys. mieszkańców, a blisko 60 tys. żyło w dwóch takich obozach. Wśród Palestyńczyków przenoszących się do Ammanu byli nie tylko uchodźcy, ale i biznesmeni (z Jerozolimy do Ammanu przeniósł się Bank Arabski) czy osoby poszukujące lepszego zatrudnienia. Amman i najbliższe tereny w latach po I wojnie izraelsko-arabskiej były terenami, w których koncentrowała się prawie cała gospodarka jordańska. W 1962 w Ammanie żyło 296 358 osób. W tym samym roku w Ammanie powstał uniwersytet. Podobnie jak inne instytucje kultury w mieście, był on tworzony przez Palestyńczyków.
Na przełomie lat 1955 i 1956 w mieście doszło do masowych protestów przeciwko przystąpieniu Jordanii do Paktu Bagdadzkiego, organizowanych przez lewicę (m.in. Partia Baas, Partia Narodowych Socjalistów) oraz przez Bractwo Muzułmańskie. W latach 1969–1970, dzięki poparciu uchodźców palestyńskich żyjących w obozach pod Ammanem dla Organizacji Wyzwolenia Palestyny i innych zbrojnych formacji, zaczęły one rywalizować o kontrolę nad miastem z jordańską policją i wojskiem. W 1970 wydawało się, że zarówno Amman, jak i Irbid przestały być kontrolowane przez władze jordańskie. 1 września 1970, gdy na ulicy miasta ostrzelany został konwój samochodów, którym poruszał się król Husajn, monarcha uznał to za próbę zamachu i zdecydował o usunięciu palestyńskich formacji z Jordanii. Wojna domowa, znana jako Czarny Wrzesień, trwała do lipca 1971. Z Ammanu palestyńskie oddziały wycofały się w kwietniu.

## Zabytki
- cytadela z VIII wieku wzniesiona pod panowaniem arabskim, otoczona 700-metrowym murem[15];
- zabytki z czasów rzymskich:
  - teatr z II wieku[16] z widownią mogącą pomieścić do 6 tys. widzów odrestaurowywany od 1957 roku. Przy teatrze działają Muzeum Etnograficzne i Muzeum Tradycji Ludowej;
  - forum zbudowane w 190 roku[16] o rozmiarach 100 na 50 metrów. Otoczone z trzech stron kolumnami;
  - niewielki odeon z teatralną widownią na 500 osób i  sklepionymi przejściami. Zbudowany w II wieku[16];
  - nimfeum zbudowane w 191[16] dwupoziomowy kompleks fontann i basenów o przeznaczeniu kultowym i dedykowany Nimfom, największy o powierzchni 600 m². Do dziś zachowało się jedynie kilka kolumn;
  - świątynia Herkulesa, zbudowana w trakcie panowania Marka Aureliusza. W pobliżu świątyni znajduje się Muzeum Archeologiczne, w którym eksponowane są zabytki z całego obszaru Jordanii[15], w tym część zwojów z Qumran, zabytki z Petry i Jerycha;
- ruiny pałacu Umajjadów z VII lub VIII wieku, zniszczonego przez trzęsienie ziemi w 749 roku[15]. Zachowały się jedynie fundamenty i fragmenty ścian budynków. Dla zwiedzających zrekonstruowano jedno pomieszczenie na planie krzyża przykryte kopułą. Przy wejściu do niego znajduje się wydrążona w skale okrągła cysterna na wodę;
- meczety:
  - meczet Króla Husajna z 1924 roku z dwoma smukłymi minaretami. Dostępny tylko dla muzułmanów;
  - meczet Abu Darwish o biało-czarnej fasadzie, zbudowany w 1961 roku dla mniejszości Czerkiesów. Również dostępny jedynie dla muzułmanów;
  - Meczet króla Abdullaha I przykryty charakterystyczną błękitną kopułą. Udostępniony turystom, przy meczecie działa również Muzeum Islamskie;
- Dom Sztuki (arab. Darat al-Funun)[17] zbudowany na obszarze ruin VI-wiecznego kościoła bizantyńskiego. Wewnątrz znajdują się galeria sztuki jordańskiej i innych krajów arabskich, biblioteka i warsztaty rzeźbiarskie.

## Geografia[18]
Amman znajduje się na pofałdowanym płaskowyżu. Pierwotnie miasto zajmowało siedem wzgórz, wokół rzeki Wadi. Rozbudowa miasta na przestrzeni 25 lat, spowodowała rozrośnięcie się miasta na 19 wzgórz. Większość dzielnic Ammanu wzięła swoje nazwy od zabaw jakie się w nich odbywają.

### Topografia
Miasto leży na stromych wzgórzach, i głębokich, czasem wąskich dolinach.

## Transport
- Port lotniczy Amman
- Port lotniczy Marka

## Miasta partnerskie
- Doha (Katar)
- Algier (Algieria)
- Ankara (Turcja)
- Bagdad (Irak)
- Baku (Azerbejdżan)
- Bejrut (Liban)
- Biszkek (Kirgistan)
- Bukareszt (Rumunia)
- Chartum (Sudan)
- Chicago (USA)
- Dubaj (ZEA)
- Dżudda (Arabia Saudyjska)
- Genewa (Szwajcaria)
- Islamabad (Pakistan)
- Kair (Egipt)
- Kalabria (Włochy)
- Maskat (Oman)
- Mediolan (Włochy)
- Miami (USA)
- Moskwa (Rosja)
- Nalczyk (Rosja)
- Nawakszut (Mauretania)
- Astana (Kazachstan)
- Pekin (ChRL)
- Pretoria (RPA)
- Rabat (Maroko)
- São Paulo (Brazylia)
- Sana (Jemen)
- San Francisco (USA)
- Sarajewo (Bośnia i Hercegowina)
- Sofia (Bułgaria)
- Stambuł (Turcja)
- Tegucigalpa (Honduras)
- Tunis (Tunezja)